# Gunnar Gunnarsson

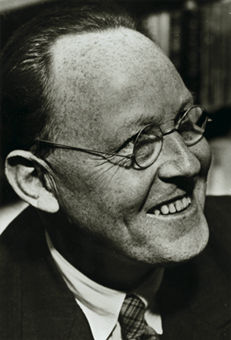

Gunnar Gunnarsson född 18 maj 1889, död 21 november 1975 i Reykjavik, var en isländsk författare som främst skrev på danska men med isländska motiv. 
Gunnarssons stil var lyrisk-romantisk. Han fick sitt genombrott med romanen Borgsläkten (1912-1914). Han har även skrivit noveller, dikter och dramer.
Gunnarsson flyttade till Danmark 1910 men återvände till Island 1939.